# Sentencia 168
La Sentencia 168 o el caso Juliana Deguis Pierre, es el nombre del caso judicial por el cual se reinterpretó, de forma retroactiva a 1929, el régimen de adquisición de la nacionalidad para los descendientes de padres extranjeros en la República Dominicana.

## Antecedentes
La Constitución de la República Dominicana vigente entre los años 1966 y 2010, establecía en el artículo 11 que “la nacionalidad dominicana podía ser adquirida por “[…] 1. Todas las personas que nacieren en el territorio de la República, con excepción de los hijos legítimos de los extranjeros residentes en el país en representación diplomática o los que estén de tránsito en él.” Desde entonces fue una práctica común y extendida que toda persona que nacía en el territorio dominicano se le consideraba como nacional dominicano y a tal efecto los oficiales del estado civil dominicano emitían certificados de nacimiento y documentos de identificación dominicanos a estas.
Posteriormente, la Suprema Corte de Justicia, mediante sentencia del catorce (14) de diciembre de dos mil cinco (2005), relativo al recurso de inconstitucionalidad interpuesto contra la Ley General de Migración Núm. 285-04, estableció que: “(…) no nace dominicano; que, con mayor razón, no puede serlo el hijo (a) de la madre extranjera que al momento de dar a luz se encuentra en una situación irregular y, por tanto, no puede justificar su entrada y permanencia en la República Dominicana […].”
El 26 de enero del 2010 se proclama una nueva Constitución, cuyo artículo 18 establece que: “son dominicanos las personas nacidas en territorio nacional, con excepción de los hijos e hijas de los extranjeros miembros de legaciones diplomáticas y consulares, de extranjeros que se hallen en tránsito o residan ilegalmente en territorio dominicano. Se considera persona en tránsito a toda extranjera o extranjero definido como tal en las leyes dominicanas”. Con esta modificación se varió el texto que existía desde principios del siglo XX, introduciendo la excepción para la adquisición de nacionalidad por ius soli a los hijos de extranjeros en condición irregular.
La nueva constitución también creó el Tribunal Constitucional, y lo facultó para conocer los recursos de inconstitucionalidad por vía directa y de la revisión de amparo, en virtud de lo que disponen los artículos 185 numeral 4 de la misma, y 9 y 94 de la Ley Orgánica n.º 137-11 del Tribunal Constitucional y de los procedimientos constitucionales.

### Suspensión provisional y negación de documentos

#### Circular n.º 17

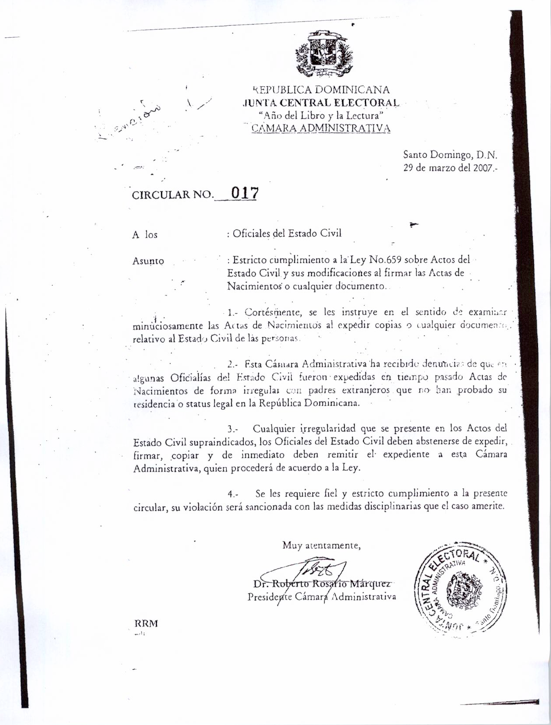
Circular n.º 17.

El 29 de marzo del año 2007 el presidente de la entonces Cámara Administrativa de la Junta Central Electoral (en lo adelante JCE), Roberto Rosario Márquez, remitió a los Oficiales del Estado Civil la Circular n.º 17 donde instruyó a examinar minuciosamente las Actas de Nacimientos al expedir copias o cualquier documentos del Estado Civil.
Rosario informó además a los Oficiales del Estado Civil que dicha Cámara “ha recibido denuncias de que en algunas Oficialías del Estado Civil fueron expedidas en tiempo pasado Actas de Nacimientos de forma irregular con padres extranjeros que no han probado su residencia o status legal en la República Dominicana. Inmediatamente ordenó que ante “cualquier irregularidad que se presente en los Actos del Estado Civil supraindicados, los Oficiales del Estado Civil deben abstenerse de expedir, firmar, copiar y de inmediato deben remitir el expediente a esta Cámara, quien procederá de acuerdo a la ley.” Concluyó advirtiendo que se requería “fiel y estricto cumplimiento a la presente circular” y que “su violación será sancionada con las medidas disciplinarias que el caso amerite.”
Durante años hubo quejas, reclamos y críticas de grupos de derechos humanos, organismos internacionales e individuos acerca de la práctica de oficiales del Estado Civil dominicano de negar la emisión de documentos oficiales a personas de ascendencia extranjera sin agotar un debido proceso. La Circular 17 fue incluso criticada por los propios miembros de la Junta Central Electoral y definida como “ilegal.”
Esta orden administrativa de la JCE ha sido catalogada por diversos grupos como el inicio de un genocidio civil en la República Dominicana.

#### Resolución 12-2007

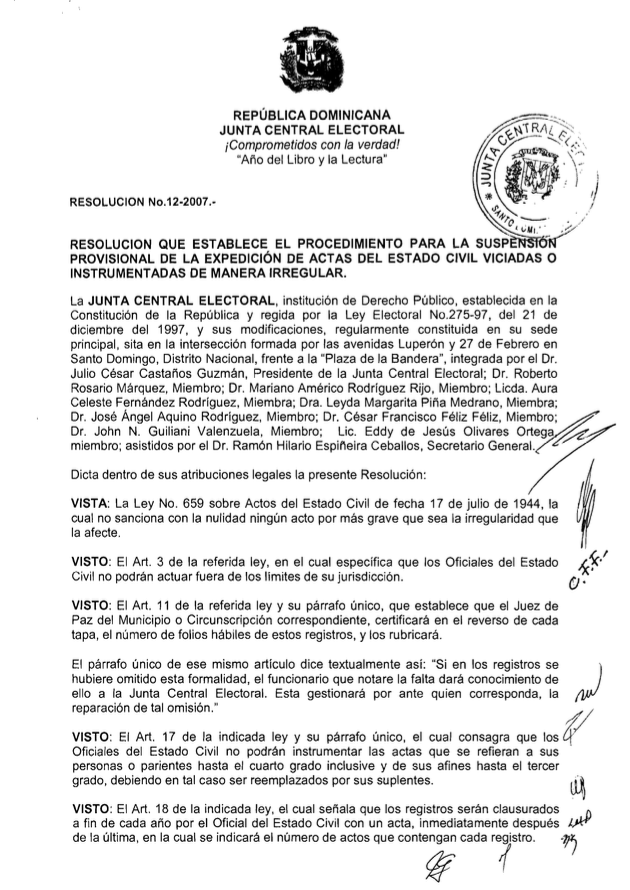
Resolución 12-2007.

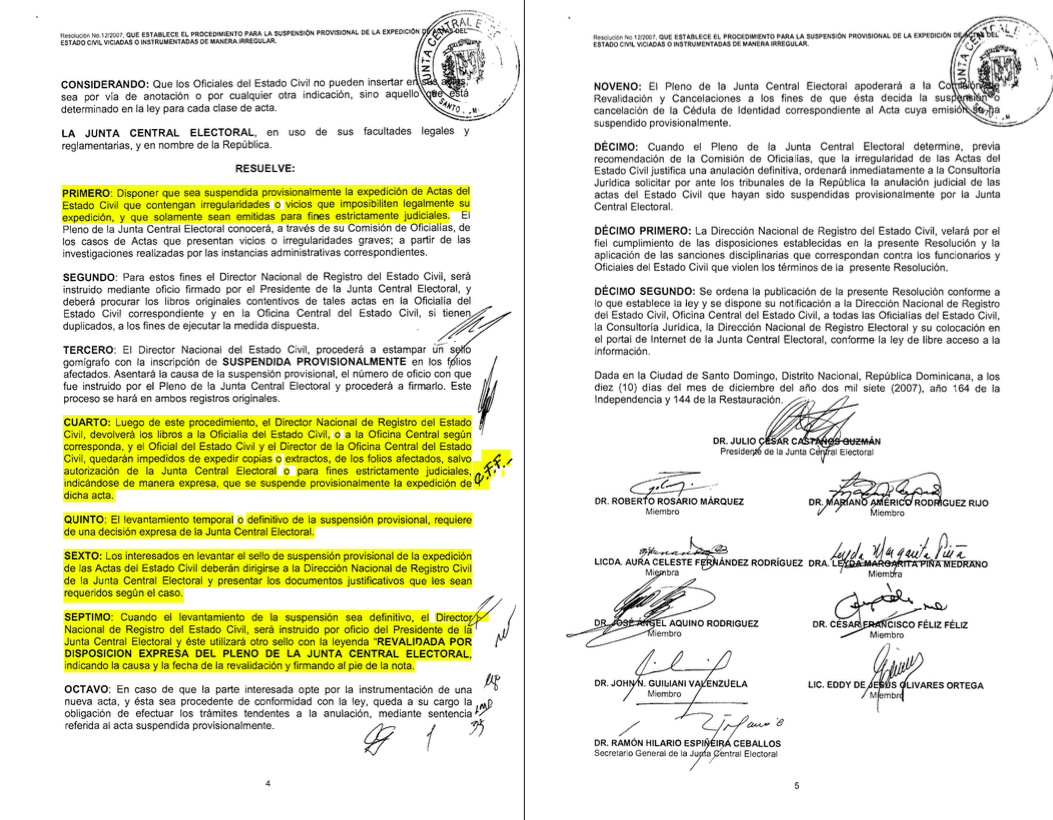
Dispositivo de la resolución 12-2007.

El 10 de diciembre del año 2007, el pleno de la Junta Central Electoral, compuesto por Julio Castaños, Roberto Rosario, Mariano Rodríguez, Aura Fernández, Leyda Piña, José Aquino, César Féliz, John Guiliani y Eddy Olivares, aprueba la resolución 12-2007 que establece el “Procedimiento para la suspensión provisional de la expedición de actas del Estado Civil viciadas o instrumentadas de manera irregular”, sometida a la consideración del pleno los días 22 de octubre y 8 de noviembre del mismo año por el Coordinador de la Comisión de Oficialías, José Aquino.
En sus considerandos el pleno de la JCE expresó: 
"…Que en el proceso de investigación se determina con frecuencia, que las actas verificadas no fueron instrumentadas de conformidad con la ley sobre la materia y que en muchos casos se encuentran afectadas de graves irregularidades que las hacen susceptibles de anulación o radiación judicial.
"…Que entre los casos de irregularidades más típicos se cuentan los siguientes: actas contenidas en folios insertados, actas con escrituras en tintas diferentes, actas inscritas después de la clausura de los libros, actas modificadas de manera ilegal, con datos suplantados tales como nombre del inscrito, fechas, nombre de los padres o del declarante, etc., duplicidades de declaración de nacimiento, omisión de formalidades sustanciales, entre otros.
"…Que las disposiciones legales precedentemente señaladas no sancionan con la nulidad de las actas del estado civil, pudiendo la misma ser pronunciada por un tribunal competente.
" …Que cuando se presentan casos, como los arriba mencionados, ha constituido una práctica constante, solicitar la nulidad de los registros afectados, por la vía judicial correspondiente.
" …Que por tratarse de un procedimiento contencioso contradictorio, donde se requiere para conocer de tal acción en nulidad, la comparecencia de la parte demandante y de la demandada, ha sido una constante imposibilidad para culminar con el procedimiento, ya que la parte demandada no comparece ante el tribunal apoderado por lo que ésta se encuentre impedido de estatuir dentro de un proceso que garantice el derecho de defensa de las partes.
" …Que se hace necesario que la Junta Central Electoral adopte una fórmula dentro de sus atribuciones administrativas que impida que los registros irregulares o actos del Estado Civil manifiestamente ilícitos se expidan actas sin necesidad de agotar el procedimiento, salvo que estas expediciones se hagan con fines exclusivamente judiciales.”
La JCE decidió entonces disponer: 
" …que sea suspendida provisionalmente la expedición de actas del Estado Civil que contengan irregularidades o vicios que imposibiliten legalmente su expedición y que solamente sean emitidas para fines estrictamente judiciales… el Director Nacional del Estado Civil, procederá a estampar un sello gomígrafo con la inscripción SUSPENDIDA PROVISIONALMENTE en los folios afectados… el levantamiento provisional o definitivo de la suspensión provisional requiere de una decisión expresa de la Junta Central Electoral… los interesados en levantar el sello de suspensión provisional de la expedición… deberán dirigirse a la Dirección Nacional de Registro Civil… y presentar los documentos justificativos que les sean requeridos en cada caso… en caso de que la parte interesada opte por la instrumentación de una nueva acta y ésta sea procedente de conformidad con la ley, queda a su cargo la obligación de efectuar los trámites tendentes a la anulación, mediante sentencia… el Pleno de la JCE apoderará a la Comisión de Revalidación y Cancelaciones a los fines de que ésta decida la suspensión o cancelación de la Cédula de Identidad correspondiente al acta cuya emisión ha suspendido provisionalmente… cuando el pleno de la JCE determine previa recomendación de la Comisión de Oficialías que la irregularidad de las Actas justifica una anulación definitiva, ordenará inmediatamente a la Consultoría Jurídica solicitar por ante los tribunales de la República la anulación judicial de las actas del Estado Civil que hayan sido suspendidas provisionalmente por la JCE.”
Y así, el día internacional de los derechos humanos del año 2007, los nueve miembros del pleno de la JCE firmaron la decisión unánime de disponer medidas administrativas de alcance general no contempladas por la ley de la materia: la ley 659 sobre Actos del Estado Civil de la República Dominicana.
El 2 mayo del año 2013 el presidente de la JCE admitió ante el Pleno del Senado de la República que hasta esa fecha y en virtud de la Resolución 012 esa institución había suspendido a sugerencia de la Comisión de Oficialías 4,338 actas, "de las cuales 1,088 correspondían a casos de madres extranjeras carentes de documentación legal".

##### Consecuencias, efectos y reacciones
Las personas con documentos suspendidos inmediatamente entraban en una especie de limbo civil pues sin poder acceder a sus actas de nacimiento o cédulas de identidad les era imposible ejercer actos fundamentales para su vida como abrir cuentas de banco, acceder al sistema de la seguridad social, obtener pasaporte, casarse, tener propiedades a su nombre, inscribirse en la escuela o universidad, entre otras. El proceso de suspensión provisional era seguido por una "investigación" de la Inspectoría de la JCE y posteriormente si se entendía de lugar, por un procedimiento ante un tribunal ordinario, que debe decidir la validez o no del acta suspendida/impugnada. 

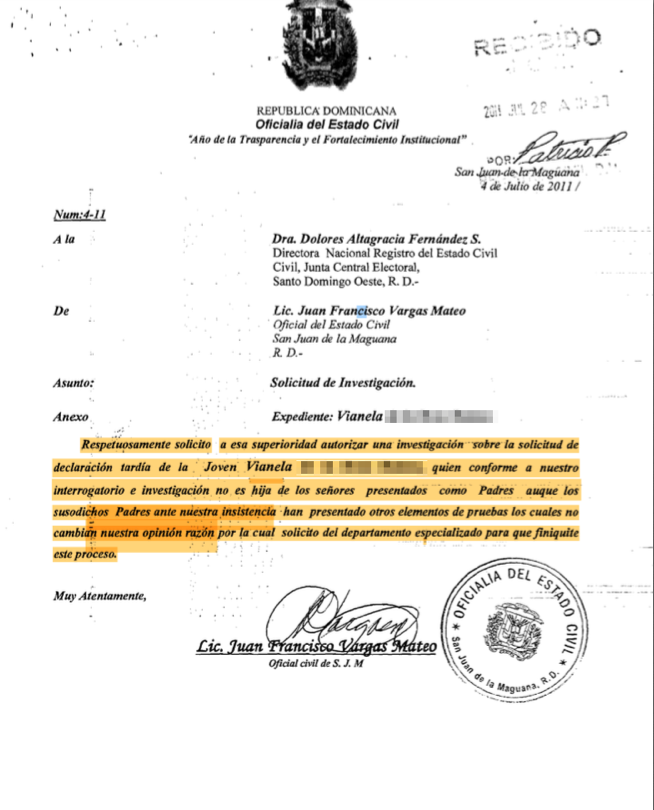
Informe inspectoría concluye rechazando filiación de hija en el año 2011.

Entre la suspensión provisional realizada por el Oficial del Estado Civil y la investigación de la Inspectoría no hay plazo establecido, por lo que miles de personas han podido estar suspendidos provisionalmente y sin poder acceder a sus documentos sin tener recurso legal alguno para continuar sus vidas. De la misma manera, los criterios utilizados por la Inspectoría para la elaboración de informes y conclusiones ha sido altamente criticado por adolecer de estándares, incorporar serios prejuicios e incluso prácticas sistemáticas de discriminación contra personas basadas en el color de la piel, expresiones idiomáticas o incluso su apariencia física. Los inspectores hacen entrevistas no estructuradas y según sus percepciones o testimonios de personas que supuestamente dicen conocer a los involucrados concluyen acerca de la filiación de las personas o sobre la veracidad o no de las actas del estado civil ya existentes sin que las personas tengan recursos efectivos para contrastarlas.

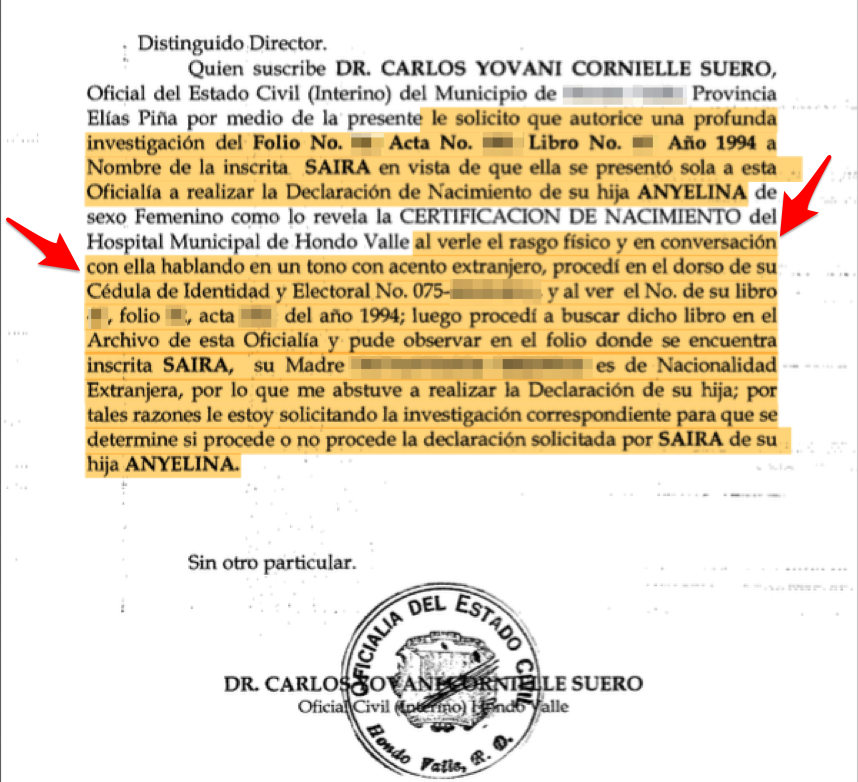
Informe inspectoría discriminatorio ordena investigación en función de "rasgo físico" y por hablar "en un tono con acento extranjero.

Muchos casos fueron reportados donde las citaciones para las audiencias de estos casos se realizaban en la puerta de los tribunales y no en los domicilios de las personas por lo que muchas nunca se enteraron de que tenían pendiente un caso judicial. Ciudadanos dominicanos han tenido sus documentos anulados o cancelados definitivamente por la JCE sin haber tenido la oportunidad de agotar un debido proceso. Luego de iniciado este proceso las personas quedan sin recurso alguno y sin alternativa para obtener documento de identidad que les permita tener una vida normal. Organizaciones sociales que apoyan a los afectados han demandado civil y penalmente a la JCE por los daños causados por sus acciones.
La experta Katerina Civolani Hischnjakow, en su libro "Vidas suspendidas" ha estudiado el efecto que estas medidas administrativas han tenido en la población de ascendencia haitiana en la República Dominicana a nivel emocional, en las relaciones interpersonales y familiares, en el desarrollo laboral, en la identidad y la convivencia de este grupo. En su detallado estudio, concluye:
 "Más allá de la dimensión legal, ésta disposición ha lacerado la vida de la gente y la de sus hijos e hijas, colocando en una nebulosa su identidad, su forma de estar en una sociedad que antes les reconoció y que ahora les desconoce.”

#### Circular 32/2011

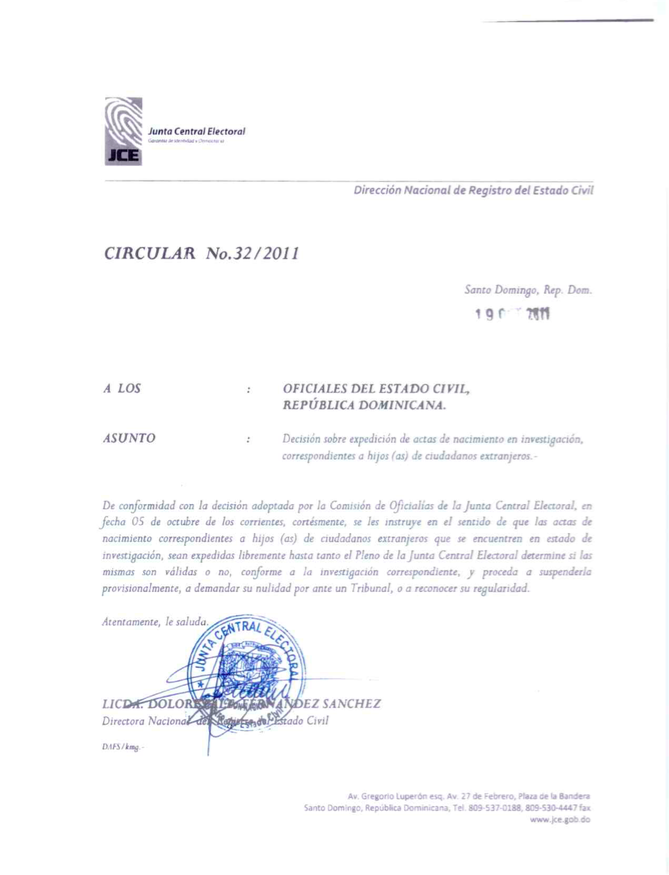
Circular n.º 32.

La JCE a través de la entonces Cámara Administrativa decidió entre 2007 y 2011 suspender las actas de nacimiento de miles de personas, y contrario a lo que dice la ley 659 (someter los casos de fraude a los tribunales para que ellos determinen su nulidad), mantuvo la suspensión temporal de manera continua, de hecho convirtiéndola en una situación permanente. 
Los procesos judiciales entablados contra la JCE dieron ganancia en la mayoría de los casos a los reclamantes. 
Ante el reclamo de organizaciones de la sociedad, y organismos internacionales, en el 2011 la Directora del Registro (no el Pleno de la JCE), Dolores Fernández Sánchez, emitió la circular número 32/2011 por la cual se instruye a todos los Oficiales a expedir las actas que no hayan sido anuladas. De manera irresponsable la Cámara Administrativa optó por variar la disposición utilizando a una subalterna y no asumir con responsabilidad que había incurrido en un exceso.
Eliminado el obstáculo, en teoría ninguna persona en el registro podía ser marginada de obtener su acta de nacimiento, y en gran medida se comprobó que ello se cumplía, sin embargo luego la JCE a través de la Dirección de Cédula puso otro obstáculo: al recibir la solicitud de expedición de cédula, y amparados en la ley 6125 alegaron que las identidades de los padres declarantes en las actas no coincidían con sus registros previos de cédulas. Ello efectivamente debía ser así pues la mayoría de los casos de declaraciones cuestionadas estaban amparadas no en una cédula, sino en el número de ficha que emitía el Consejo Estatal del Azúcar (CEA) a los trabajadores del sector azucarero. Demasiados obstáculos a personas que en su mayoría son extremadamente pobres, sin suficiente instrucción ni acceso a asistencia judicial y legítimamente se habían beneficiado si no del jus soli constitucionalmente consagrado, de la confianza legítima por haber hecho los trámites de manera oportuna y sin limitación por parte de los oficiales del Estado Civil dominicano durante décadas.

### Cuantificaciones y respuestas políticas

#### Los 22,000

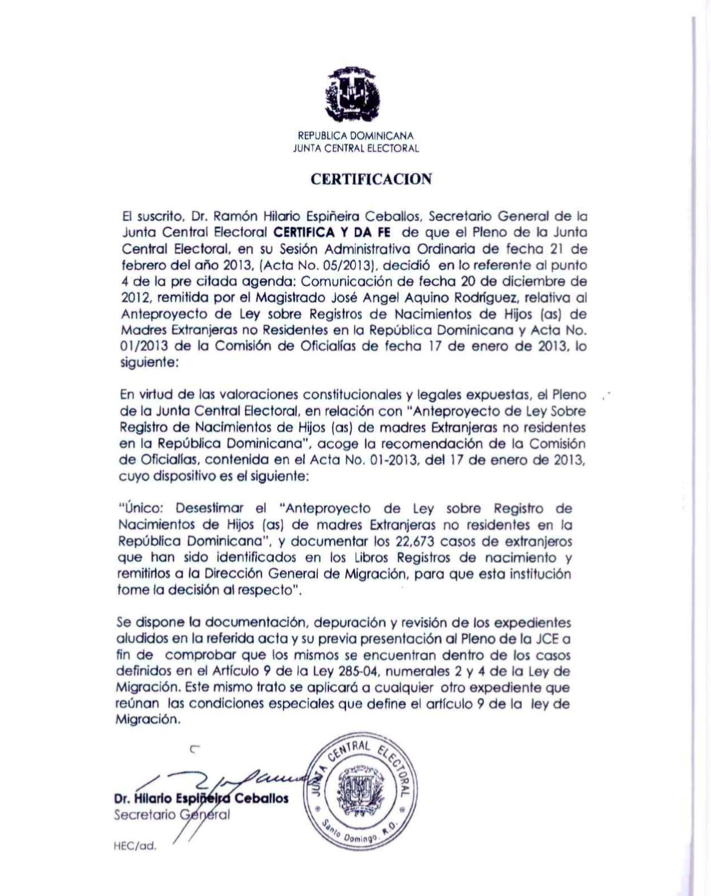
Certificación Acta 5-2013 del Pleno de la Junta Central Electoral que aprueba envío a la Dirección General de Migración de registros de descendientes de extranjeros.

La Comisión de Oficialía de la JCE, dirigida por José Ángel Aquino hizo por iniciativa propia un levantamiento entre los años 2007 y 2009 en todos los libros de registro de nacimiento para identificar a las personas hijas de madres extranjeras (sin distinción de su estatus migratorio). Ese informe oficioso, pues presuntamente no fue solicitado ni aprobado y tampoco es reconocido por la JCE, concluyó que al 2009 la cantidad de registros de este tipo ascendía a 22,673 personas. El número se repitió sin que se pudiera verificar de forma independiente la metodología utilizada para llegar a él. En principio el número sirvió para cuantificar la cantidad de hijos de extranjeros (ver levantamiento por oficialías).
Ante esta situación, es decir, la cantidad creciente de madres extranjeras (en su mayoría haitianas) teniendo hijos en la República Dominicana, la JCE en varias ocasiones pidió que se dispusiera por ley la obligación de entregar las actas de nacimiento y las cédulas, y así lo manifestó Roberto Rosario a una Comisión del Senado a principios del año 2013. El Magistrado Aquino depositó en enero de 2013 un proyecto en manos de algunos diputados con la finalidad de lograr este objetivo. 
El proyecto no fue reconocido ni aceptado por el pleno de la JCE. La situación política y las relaciones interinstitucionales indicaban que ese proyecto sería torpedeado o no recibirá suficiente empuje para tramitarlo. Por un lado Aquino se encontraba enfrentado a lo interno con los demás miembros de la JCE y a su vez la JCE se ha había enfrentado al Ejecutivo por el tema presupuestario desde finales de 2012. Tampoco era descartable que los grupos reaccionarios cuestionaran su constitucionalidad, pero optarían siempre por evitar su aprobación a toda costa para no tener que recurrir a esta última alternativa.

#### Los 19,000
En febrero de 2013 la JCE a través de su Presidente anunció que preparaba 19,000 expedientes de casos relacionados con este tema para remitirlos a la Dirección General de Migración. El pleno de la JCE aprobó una resolución a los fines de hacer este trámite con la objeción de dos de sus miembros, José Ángel Aquino y Eddy Olivares.
En efecto, Eddy Olivares dijo públicamente al respecto:
”…hasta tanto, ningún Oficial de Estado Civil puede negarse a entregar actas a cualquier persona que la solicite y de lo contrario puede incurrir en el delito de abuso de poder.”
Al investigar sobre los expedientes, Aquino informó al Pleno de la JCE que su Comisión de Oficialía no los tenía, sino que estaban en manos del Presidente Rosario. Este a su vez designó una Comisión para ubicarlos, informando ella en marzo de 2013 que no pudo ubicarlos. En agosto de 2013 José Ángel Aquino fue destituido como presidente de la Comisión de Oficialías por la publicación de datos asociados a estos casos.
A pesar de haber sido aprobado por el Pleno de la Junta Central Electoral el día 21 de febrero de 2013, como consta en su Acta n.º 05/2013, posteriormente el presidente Roberto Rosario negaría ante el Pleno del Senado que la JCE haya aprobado documentar y enviar estos registros a la Dirección General de Migración.

#### Comisión especial de Diputados
Mediante iniciativa del Presidente de la Cámara de Diputados Abel Martínez Durán n.º 04367-2010-2016-CD , se dictó la resolución número 989 de 2013 mediante la cual se conformó una Comisión Especial para que realizara una investigación de la situación suscitada al interior de la Junta Central Electoral a propósito de todos los planteamientos públicos encontrados entre sus miembros.
Al ser cuestionado por el presidente de la Comisión, Diputado Ángel Merán, acerca de los 22,000 supuestos descendientes de extranjeros afectados por la resolución n.º 12 el presidente de la Comisión de Oficialías y miembro del Pleno de la JCE José Ángel Aquino respondió:
"Diputado Henry Modesto Merán Gil: Considera usted que la circular No.017 del dos mil siete (2007) desnaturalizó a estos veintidós mil (22,000) y tantos hijos de madres no residente en República dominicana? Sí o no? 
"Doctor José Ángel Aquino Rodríguez: Me es difícil Honorable Diputado contestarle sí o no. 
"Diputado Henry Modesto Merán Gil: Bueno, es que hay una afirmación en el aire que habla de esa palabra "desnaturalización", y necesitamos saber si, o no usted considera que es desnaturalizado. 
"Doctor José Ángel Aquino Rodríguez: Yo diría que creó una situación potencial para que esas personas no accedieran a sus documentos.  
"Diputado Henry Modesto Merán Gil: Entonces si lo ha desnaturalizado la Resolución. 
"Doctor José Ángel Aquino Rodríguez: Excúseme Honorable Diputado, lo que pasa es que yo nunca he utilizado esa palabra "desnacionalizar". 
"Diputado Henry Modesto Merán Gil: No, precisamente no ha sido usted es que la palabra se ha utilizado bastante y ha causado un gran problema. 
"Doctor José Ángel Aquino Rodríguez: Sí.
"Diputado Henry Modesto Merán Gil: Considera usted esa circular ilegal? Sí o no?
"Doctor José Ángel Aquino Rodríguez: Yo creo que en el marco del nuevo Estado de derecho nuestro no es legal.
En julio de 2013 la Comisión Especial concluyó que no había indicios para someter a juicio político a ninguno de los integrantes del pleno de la JCE.

## Historia del casoJuliana Deguis Pierre

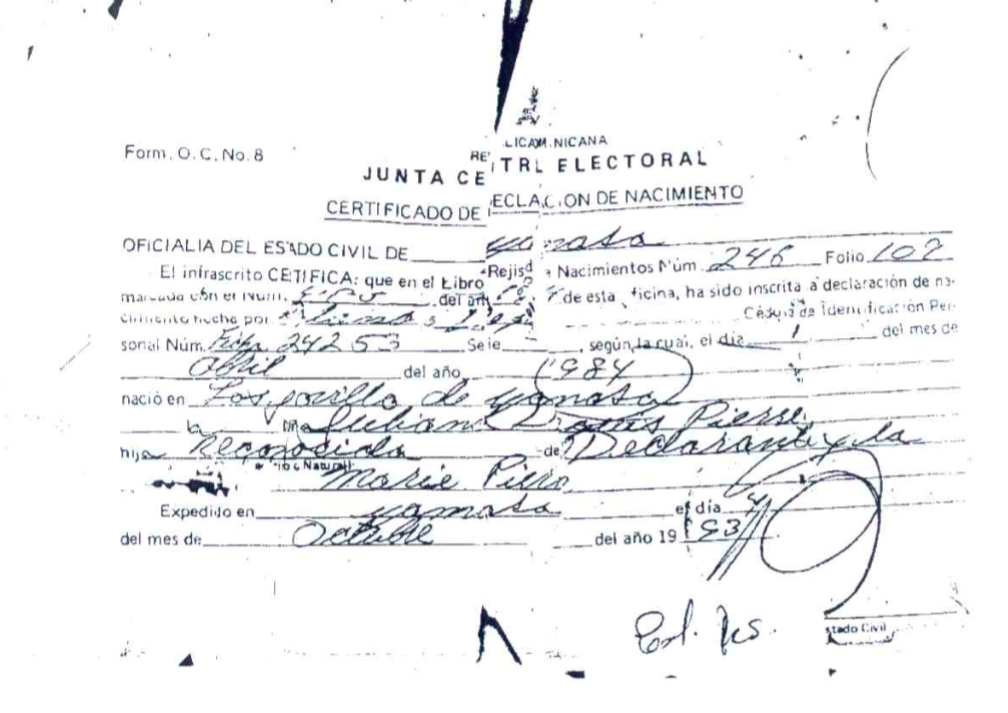
Declaración de nacimiento de Juliana Deguis Pierre.

El caso decidido por el Tribunal Constitucional en revisión de amparo se desató a partir de que la señora Juliana Deguis Pierre depositó el original de su acta de nacimiento en el Centro de Cedulación del Municipio de Yamasá, provincia de Monte Plata, y requirió la expedición de su cédula de identidad y electoral. 
La Junta Central Electoral había rechazado esa petición bajo el fundamento de que la solicitante fue inscrita de manera irregular en la Oficialía del Estado Civil de Yamasá, siendo hija de nacionales haitianos ilegales. 

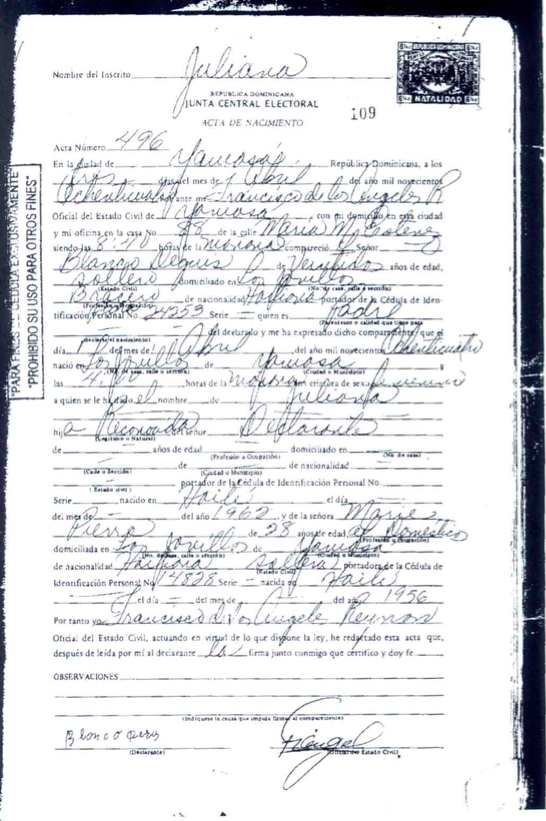
Acta de nacimiento de Juliana Deguis Pierre.

La señora Juliana Deguis Pierre estimó que la negativa fue violatoria a sus derechos debido a que la decisión la situó en un “estado de indefinición civil”, razón por la que recurrió en amparo en contra de la Junta Central Electoral ante la Cámara Civil y Comercial del Jugado de Primera Instancia del Distrito Judicial de Monte Plata, reclamando la expedición de dicho documento. 
La jurisdicción desestimó su pretensión mediante la Sentencia núm. 473-2012, alegando que sólo había depositado fotocopia de su acta de nacimiento en respaldo de la solicitud, y que la recurrente fue inscrita de manera irregular ante la Oficialía del Estado Civil de Yamasá por ser “hija de nacionales haitianos”, quienes de manera irregular inscribieron sus hijos en los libros de Registro del estado civil, en franca violación del texto constitucional vigente al momento de la declaración”. 
La decisión fue recurrida en revisión por la señora Dequis ante el Tribunal Constitucional (TC) lo que dio lugar a la sentencia n.º 168-13 del 23 de septiembre del año 2013. (Ver decisión íntegra)

## Sentencia TC/168/13

### Precedente
La Sentencia emitida por el Tribunal Constitucional de la República Dominicana, ratificó en parte la jurisprudencia de la Suprema Corte de Justicia del 14 de diciembre del año 2005, reafirmando que a los hijos de extranjeros ilegales o en tránsito nacidos en territorio de la República Dominicana no les corresponde la nacionalidad dominicana. 

### Derecho interno vs. Derecho internacional de losDDHH
El Tribunal Constitucional consideró el problema en el ámbito del Derecho Interno antes de considerarlo del domino del Derecho Internacional Público debido a que el otorgamiento de la nacionalidad a un individuo constituye una expresión de la soberanía nacional, discrecional de los Estados, y que en consecuencia no compete a ninguna corte internacional determinar los mecanismos mediante los cuales un Estado decide otorgar ese privilegio.

### Desnacionalización
El Tribunal dispuso que la Junta Central procediera a someter por ante el tribunal correspondiente la demanda en nulidad del acta de nacimiento de la señora Deguis Pierre y conjuntamente que la Dirección General de Migración le otorgara a esta un permiso especial de estadía temporal en el país hasta que el Plan nacional de regularización de extranjeros ilegales radicados en el país determine las condiciones de regularización de este género de casos.

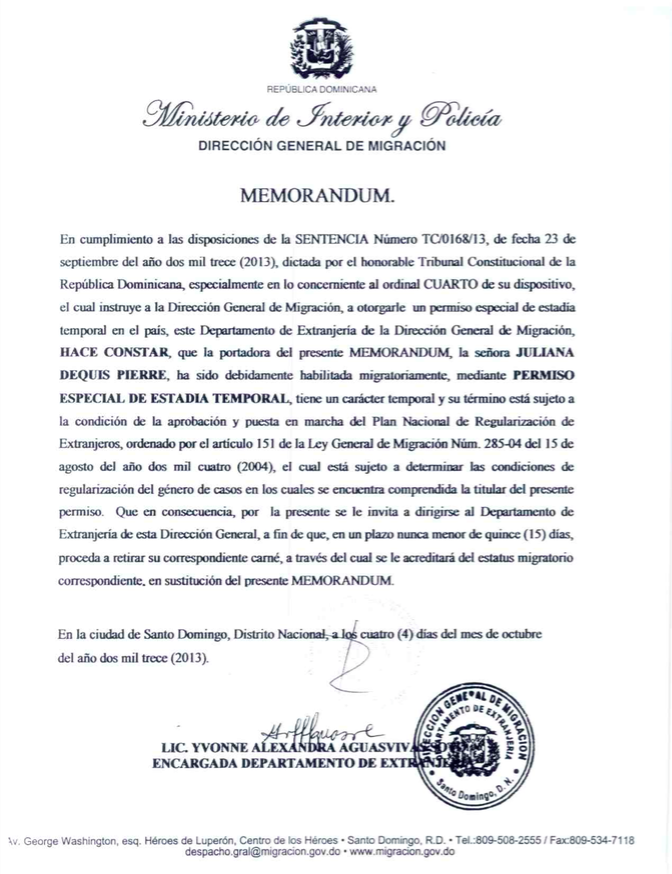
Memorándum de la Dirección de Migración fechado 3 de octubre de 2013 notificando estatus extranjera a Juliana Deguis Pierre.

Es decir, el Tribunal Constitucional dominicano ordenó a la Junta Central Electoral iniciar un trámite judicial administrativo a los fines de anular su acta de nacimiento como dominicana y enviar su caso a la Dirección General de Migración para que fuera tratada como una extranjera a los fines de regularizar. La sentencia 168 por ende buscaba desnacionalizar a Juliana Deguis Pierre.
Y en efecto, el día 3 de octubre de 2013, dando cumplimiento a la sentencia 168 la Dirección General de Migración, a través de su director José Ricardo Taveras Blanco, le notificó a la señora Juliana Deguis Pierre un memorándum donde le informaba de su estatus como extranjera y condicionaba el mismo a su futura incorporación al Plan Nacional de Regularización, que no sería puesto en vigencia sino meses después por decreto presidencial. A partir de ese momento, para el Estado dominicano, Juliana era efectivamente considerada extranjera, o no-dominicana.

### Cuantificación de los potenciales afectados
El Tribunal Constitucional dominicano utilizó como referencia para cuantificar los casos similares al de la señora Juliana Deguis Pierre la Encuesta Nacional de Inmingrantes de la República Dominicana del año 2012 (ENI-2012). Los datos relevantes que utilizó fueron la cantidad de inmigrantes que vivían en la República Dominicana (524,632) al momento de la encuesta y la cantidad de sus ascendientes (244,151) que totalizan la población de origen extranjero en el país (768,783). (Ver informe)
Según el Tribunal, Juliana Deguis Pierre era sólo una dentro de los 244,151 descendientes de extranjeros viviendo en la República Dominicana, de los cuales más del 95% son de origen haitiano por lo que esta decisión sería extensiva a todos ellos. Según la Encuesta Nacional de Inmigrantes estos se distribuían de la siguiente manera:
| Situación                             | Ambos padres extranjeros | Uno de los padres extranjeros y el otro dominicano |
| ------------------------------------- | ------------------------ | -------------------------------------------------- |
| Solo con Documentos dominicanos       | 46,759                   | 53,440                                             |
| Solo con documento extranjero         | 20,213                   | 5,783                                              |
| Con documento dominicano y extranjero | 16,556                   | 26,719                                             |
| Sin Documento                         | 53,438                   | 19,243                                             |
| No se sabe si tienen documentos       | 1,803                    | 196                                                |
| Total                                 | 138,770                  | 105,381                                            |

Fuente:  Encuesta Nacional de inmigrantes

### Dispositivo
Además, el Constitucional hizo extensivo el caso de la señora Dequis Pierre a todos los casos similares e instruyó a la Junta Central Electoral que: 

#### Auditoría al registro civil de 1929 a 2013
"i)	efectúe una auditoría minuciosa de los libros-registros de nacimientos del Registro Civil de la República Dominicana desde el 21 de junio de 1929 hasta el presente para identificar e integrar una lista documental y/o digital a todos los extranjeros inscritos en los libros-registros de nacimiento del Registro Civil; 

#### Elaborar lista de extranjeros irregularmente inscritos
"ii)	consigne en una segunda lista los extranjeros que se encuentran irregularmente inscritos por carecer de las condiciones requeridas por la Constitución de la República para la atribución de la nacionalidad dominicana por ius soli, la cual se denominará Lista de extranjeros irregularmente inscritos en el Registro Civil de la República Dominicana; 

#### Crear libros especiales de registro nacimiento
"iii)	crear libros-registro especial anuales de nacimientos de extranjeros desde el 21 de junio de 1929 hasta el 18 de abril de 2007, fecha en que la Junta central Electoral puso en vigencia el Libro registro del nacimiento de niño (a) de madre extranjera no residente en la República Dominicana mediante resolución 02-2007 y luego, transferir administrativamente los nacimientos que figuran en la lista de extranjeros irregularmente inscritos en el Registro Civil de la República Dominicana a los nuevos libros registros de nacimientos de extranjeros según el año que corresponda a cada uno de ellos; 

#### Notificar a la Cancillería los nacimientos de extranjeros irregulares
"iv)	notificar todos los nacimientos transferidos de conformidad con el párrafo anterior al Ministerio de Relaciones Exteriores, para que este, a su vez, realice las notificaciones que correspondan, tanto a las personas que conciernan dichos nacimientos, como a los consulados y/o embajadas o legaciones diplomáticas, según el caso, para fines legales pertinentes; y

#### Remitir de listas al Ministerio de Interior y ejecutar Plan de Regularización
"v)	remitir la lista de extranjeros irregularmente inscritos en el Registro Civil de la República Dominicana al Ministro de Estado de Interior y Policía, que preside el Consejo Nacional de Migración, para que esta última entidad, de acuerdo con el mandato que le otorga el artículo 151 de la Ley de Migración, efectúe lo siguiente: (i) elabore, de acuerdo con el primer párrafo del indicado artículo 151, dentro de los noventa días posteriores a la notificación de la presente sentencia, el Plan Nacional de regularización de extranjeros ilegales radicados en el país; ii) Rinda al Poder Ejecutivo conforme a lo que dispone el segundo párrafo del referido artículo 151, un informe general sobre el indicado Plan nacional de regularización de extranjeros radicados en el país, con sus recomendaciones, dentro del mismo plazo enunciado.
Finalmente, el Tribunal Constitucional concluyó exhortado al Poder Ejecutivo a proceder a:

#### Implementar elPlan Nacional de Regularización
Ver Plan Nacional de Regularización de Extranjeros

### Votos disidentes
La votación de la sentencia 168 no fue unánime. Dos de los trece miembros del tribunal, las juezas Katia Miguelina Jiménez Martínez y Ana Isabel Bonilla emitieron votos disidentes en este caso.

#### Katia Miguelina Jiménez
Estas fueron sus principales consideraciones:
"1.4. De inicio, es determinante acotar, que hasta el año dos mil diez (2010) la Constitución dominicana en base al principio del jus-soli reconocía como ciudadanos dominicanos a los nacidos en territorio nacional, con excepción de los hijos de los diplomáticos y los extranjeros en tránsito, y la Ley de Inmigración núm. 95, del año mil novecientos treinta y nueve (1939), limitaba a diez (10) días el período que definía el tránsito. Los padres de la accionante eran trabajadores extranjeros que arribaron a nuestro país al amparo del convenio Modus Operandi con la República de Haití, del dieciséis (16) de diciembre de mil novecientos treinta y nueve (1939) y de la Resolución núm. 3200, del Congreso Nacional, que aprueba el Acuerdo Suscrito entre la República Dominicana y la República de Haití, sobre Jornaleros Temporeros Haitianos, Gaceta Oficial NQ 7391 del 23 de febrero de 1952.
"En el año dos mil cuatro (2004) se aprobó la Ley General de Migración núm. 285-04, que niega la nacionalidad a los residentes ilegales, lo que obtuvo carácter constitucional en la Carta Magna del 26 de enero del 2010. La recurrente Juliana Dequis (o Deguis) Pierre nació el primero (1) de abril de mil novecientos ochenta y cuatro (1984), es decir con anterioridad a la vigente ley de migración del dos mil cuatro (2004) y a la nueva Constitución del dos mil diez (2010).
"El consenso dedica las 50 páginas del Título III, relativo al incumplimiento de los requisitos legales de parte de la recurrente para la obtención de la cédula de identidad y electoral, a abordar un asunto que, en primer lugar, no debió conocer, pues era competencia del Tribunal Superior Administrativo, y en segundo lugar se involucra, estando apoderado en materia de un amparo, en situaciones en que tanto la Ley núm. 659 sobre Actos del Estado Civil165 como el Código de Procedimiento Civil166 indican el procedimiento a seguir para denunciar la regularidad de las actas que han sido levantadas, máxime cuando se trata de un asunto de legalidad ordinaria.
"En efecto, el propio fallo recoge que la Junta Central Electoral ha depositado mil ochocientas veintidós (1822) demandas de nulidad de actas de nacimiento y por duplicidad, que al momento de fallarse el presente caso este Tribunal no ha recibido noticias de que tales actas, incluyendo la de Juliana Deguis, hayan sido conocidas por el juez competente para determinar su nulidad. En tal virtud, este tribunal constitucional se adelanta en determinar la irregularidad del acta, cuando es una materia ajena a su competencia.
"La sentencia, a partir del párrafo 11.1.2, desarrolla la competencia para la reglamentación del régimen de la nacionalidad tanto en el ámbito interno como en el internacional. Sin embargo, la jueza que discrepa entiende que esto resultaba innecesario porque en la especie no estaba en discusión si le corresponde al Estado dominicano o no establecer las reglas para obtener la nacionalidad dominicana, sino si los procedimientos utilizados para retenerle el original de su acta de nacimiento y negarle la expedición de su cédula de identidad y electoral han violentado los derechos fundamentales de la recurrente.
"Además, la suscrita no comulga con la tesis de que tal situación de ilegalidad se transfiera a sus descendientes, y tal cosa no estaba prevista sino hasta la Constitución del dos mil diez (2010), en la cual el constituyente amplió el espectro de la excepción al principio del jus soli, incluyendo a los extranjeros que residan ilegalmente en territorio dominicano. Esta ampliación revela que la noción de “tránsito” de la Constitución de mil novecientos sesenta y seis (1966), no comprendía a los extranjeros ilegales como ha pretendido sostener la sentencia del consenso de este Tribunal, argumento que filtra la aplicación retroactiva de la Constitución del dos mil diez (2010), a una ciudadana nacida el uno (1) de abril de mil novecientos ochenta y cuatro (1984).
"En el presente caso se despoja a la recurrente de la nacionalidad dominicana que adquirió en base al principio del jus soli, sustentándose para ello en la condición migratoria de sus padres, dedicando este tribunal extensas páginas de su sentencia para explicar la condición migratoria de estos, lo cual resultaba innecesario, pues Juliana Deguis según la partida de nacimiento que le fue retenida “para fines de investigación”, nació en suelo dominicano y conforme lo disponía la Constitución que regía para entonces, le correspondía la nacionalidad dominicana por el jus soli.
"Así concluye al respecto que: 17) En la especie, la señora Juliana Dequis (o Deguis) Pierre no ha probado en modo alguno que por lo menos uno de sus padres tuviera residencia legal en la República Dominicana al momento del nacimiento de su hija (hoy recurrente en revisión constitucional) ni con posterioridad al mismo. Por el contrario, del acta de declaración de nacimiento de esta última se evidencia que su padre señor Blanco Dequis (o Deguis), declarante del nacimiento, era un jornalero temporero de nacionalidad haitiana, o sea, un ciudadano extranjero en tránsito, al igual que su señora madre Marie Pierre. Por tanto, a juicio de este Tribunal Constitucional, la recurrente no ha cumplido con el presupuesto establecido en el precitado artículo 11.1 de la Constitución de 1966, como se ha previamente demostrado.
"Lo anterior evidencia que este tribunal se desvincula de la sentencia dictada por la Corte Interamericana de Derechos Humanos en fecha 8 de septiembre de 2005, en la que se estableció, entre otras cosas lo siguiente: La Corte considera necesario señalar que el deber de respetar y garantizar el principio de la igualdad ante la ley y no discriminación es independiente del estatus migratorio de una persona en un Estado. Es decir, los Estados tienen la obligación de garantizar este principio fundamental a sus ciudadanos y a toda persona extranjera que se encuentre en su territorio, sin discriminación alguna por su estancia regular o irregular, su nacionalidad, raza, género o cualquier otra causa.
"De manera que, es por todos conocido que el tema del derecho a la nacionalidad de los hijos de personas migrantes en la República Dominicana fue juzgado por el referido órgano interamericano de derechos humanos, cuya competencia contenciosa reconoció la República Dominicana el veinticinco (25) de marzo de mil novecientos noventa y nueve (1999). Y sobre el particular dejó sentado, entre otras cosas, lo siguiente:
"La obligación de cumplir lo dispuesto en las decisiones de la Corte Interamericana de Derechos Humanos obedece a un principio básico del derecho sobre la responsabilidad internacional del Estado, respaldado por la jurisprudencia internacional, según el cual los Estados deben acatar el tratado internacional de buena fe (pacta sunt servanda) y de conformidad con el artículo 27 de la Convención de Viena sobre el Derecho de los Tratados de mil novecientos sesenta y nueve (1969), aquellos no pueden, por razones de orden interno, dejar de asumir la responsabilidad internacional ya establecida183. Las obligaciones convencionales de los Estados Parte vinculan a todos los poderes y órganos del Estado, es decir, que todos los poderes del Estado (Ejecutivo, Legislativo, Judicial, u otras ramas del poder público) y otras autoridades públicas o estatales, de cualquier nivel, incluyendo a los más altos tribunales de justicia de los mismos, tienen el deber de cumplir de buena fe con el derecho internacional, incluido el Tribunal Constitucional de la República Dominicana.
"De manera que, al sustentarse en el ius sanguinis de la Constitución haitiana para inaplicar el ius soli de la Constitución dominicana se promueve la condición de apátrida de la recurrente Juliana Deguis, por cuanto ésta tendría que someterse a un procedimiento cuya duración la dejaría desprovista de personalidad jurídica y vulnerable, situación que se agrava pues la recurrente no tiene ningún vínculo con Haití, y está siendo no sólo desnacionalizada, sino forzada a ser haitiana.
"La suscrita entiende que las medidas de la Junta Central Electoral que dieron al traste con la situación que padece Juliana Deguis, y las que también está dictando este tribunal en la presente sentencia, al extenderse de manera indeterminada en el tiempo, dejan a la recurrente y a miles de personas que serán afectadas por los efectos de este fallo, en un estado de inseguridad jurídica mientras tanto se resuelvan sus casos, permaneciendo como apátridas, pues de nada le valdrá que le devuelvan un certificado de declaración de nacimiento que el propio fallo afirma es irregular, pues es criterio del consenso que la recurrente señora Juliana Dequis (o Deguis) Pierre, si bien nació en el territorio nacional, es hija de ciudadanos extranjeros en tránsito, lo cual la priva del derecho al otorgamiento de la nacionalidad dominicana, de acuerdo con la norma prescrita por el artículo 11.1 de la Constitución de la República promulgada el veintinueve (29) de noviembre de mil novecientos sesenta y seis (1966), vigente a la fecha de su nacimiento 195.
"En definitiva, al ser desnacionalizada deviene en apátrida. Consciente de ello, el consenso plantea alternativas efímeras que tendrán efectos inútiles, al ordenar que la Dirección General de Migración, otorgue un permiso especial de estadía temporal en el país a la señora Juliana Dequis (o Deguis) Pierre, hasta que el Plan nacional de regularización de los extranjeros ilegales radicados en el país previsto en el artículo 151 de la Ley General de Migración núm. 285-04 determine las condiciones de regularización de este género de casos.
"El fallo respecto del cual discrepamos adolece de un verificable contrasentido, pues no obstante a que en todo su desarrollo se sustenta en la tesis de que la declaración del nacimiento de la señora Deguis se realizó de manera irregular, en su parte resolutiva se adopta la medida siguiente: TERCERO: DISPONER, en contrapartida, que la Junta Central Electoral, en aplicación de la Circular No. 32 emitida por la Dirección del Registro del Estado Civil el diecinueve (19) de octubre de dos mil once (2011), adopte las siguientes medidas: a) restituya en un plazo de diez (10) días laborables, contado a partir de la notificación de esta sentencia, el original de su certificado de declaración de nacimiento a la señora Juliana Dequis (o Deguis) Pierre. De ahí que cabría preguntar de qué le servirá a la recurrente un certificado de acta de nacimiento que el Tribunal Constitucional ha afirmado no sólo que es irregular, sino que a esta no le corresponde la nacionalidad dominicana.
"Además, es ostensible que el fallo incurre en manifiesta contradicción cuando al afirmar que el acta de nacimiento de la recurrente es irregular y que no le corresponde la nacionalidad dominicana, se “proceda a someter dicho documento al tribunal competente, tan pronto como sea posible, para que este determine su validez o nulidad”. Entre las causas que originan tales contradicciones está el hecho de que este tribunal constitucional, tal y como indicamos en el desarrollo del título 3 del presente voto disidente, ha resuelto cuestiones de legalidad ordinaria estando apoderado de un recurso de revisión de sentencia amparo.
"En primer lugar es preciso destacar que cuando el literal c) del ordinal 3ro del fallo ordena que se, “proceda de la misma manera respecto a todos los casos similares al de la especie, con el debido respeto a las particularidades de cada uno de ellos, ampliando del aludido plazo de diez (10) días cuando las circunstancias así lo requieran”, se viola el principio de relatividad de las sentencias de amparo, según el cual los efectos son inter partes, por lo que sólo benefician o perjudican a quienes han sido partes. Adviértase que este Tribunal está apoderado de un recurso de revisión de sentencia de amparo, en el cual la recurrente es Juliana Deguis y la Junta Central Electoral es la entidad del Estado que figura como recurrida.
"De lo anterior se deriva que la acción de amparo se traba entre una persona o personas que denuncian la vulneración de sus derechos fundamentales, y otra u otras a quien o quienes se imputa dicha violación. Sin embargo, en esta sentencia se adoptan medidas cuyos efectos rebasan el ámbito de quienes han sido partes del proceso, utilizando como justificación para tal actuación la aplicación del efecto inter comunis, el cual ha sido empleado antes por la Corte Constitucional de Colombia.
"En la especie, el consenso indica que conviene señalar que los elementos que configuran la especie obligan al Tribunal Constitucional a adoptar medidas que trascienden la situación particular de la señora Juliana Dequis ( o Deguis) Pierre, otorgando a esta sentencia efectos inter comunis, puesto que tiende a proteger los derechos fundamentales de un amplísimo grupo de personas inmersas en situaciones que desde el punto de vista fáctico y jurídico coinciden o resultan similares a la de la recurrente. En ese sentido, este Tribunal estima que, en casos como el que ocupa nuestra atención, la acción de amparo rebasa el ámbito de la vulneración particular que reclama el accionante, y que su mecanismo de tutela debe gozar del poder expansivo y vinculante que permita extender la protección de los derechos fundamentales a otras personas ajenas al proceso que se encuentren en situaciones análogas.
"Ahora bien, en el presente caso no procedía otorgar efecto inter comunis a la sentencia, puesto que tal como claramente se expone, el objetivo de esta figura es proteger en debida forma los derechos fundamentales, garantizando la integridad y supremacía de la Constitución, situación que tal como hemos abordado en el desarrollo del presente voto disidente no se configura en la especie, en razón de que las medidas tomadas por este consenso no tutelan efectivamente los derechos fundamentales de la recurrente, al dejarla desprovista de la nacionalidad dominicana, deviniendo en apátrida.
Según el maestro del Derecho y filósofo Manuel Atienza Rodríguez el voto disidente de Jiménez Martínez es:
"un modelo de buena técnica jurídica al servicio de una causa justa.  Lo que no puede decirse del voto mayoritario, por más que deba reconocerse en el mismo un buen oficio jurídico pero, ay, encaminado a justificar lo injustificable."

#### Ana Isabel Bonilla
Estas fueron sus principales consideraciones:
"La razón fundamental de esta decisión (ratio decidendi) de considerar que personas extranjeras que han residido en el país de manera ilegal por varios años son extranjeros en tránsito o transeúntes, constituye una interpretación errónea, pues en nuestro criterio, las personas en tránsito o transeúntes son aquellas que permanecen por corto tiempo en un país que no es su destino final, que no es el caso de los padres de la recurrente, pues su larga permanencia en el país, aunque de manera ilegal, no permite la calificación de transeúntes o extranjeros en tránsito.
"Como consecuencia de esta interpretación restrictiva y con carácter retroactivo, esta sentencia declara a la recurrente como extranjera en el país en el que ha nacido, apartándose del precedente vinculante ya establecido por la Corte Interamericana sobre Derechos Humanos y del Bloque de constitucionalidad.
"La decisión objeto de este voto disidente, en su Ordinal Cuarto ordena a la Dirección General de Migración otorgar a la recurrente un permiso especial de estadía temporal en el país, hasta tanto se determine su regularización, desconociendo el derecho de esta a residir en su país de origen, con el que ha creado vínculos sociales y culturales de permanencia, esta medida se traduce en una penalidad por el estatus migratorio de sus padres.
"Desde nuestra óptica, esta decisión contradice la misión de este Tribunal Constitucional, de preservar la supremacía de la Constitución, el respeto a la dignidad humana y el pleno goce de los derechos fundamentales, en un plano de igualdad y de conformidad con el Bloque de Constitucionalidad.

## Teoría de la conspiración
Tres semanas antes de la emisión de la sentencia 168, el lunes 2 de septiembre de 2013 el presidente de la JCE, Roberto Rosario Márquez dijo: 
"Soy de los que creen que la nacionalidad no se negocia ni puede ser objeto de transacción ni de convenios que no se correspondan con lo que establece la Constitución… Nosotros necesitamos que el Tribunal Constitucional interprete qué es lo que establece la Constitución para que unifique a todos los dominicanos sin importar a qué se dedique, y que eso, además, defina de manera transparente las relaciones en materia migratoria en República Dominicana y Haití.” 
Un día después, el martes 3 de septiembre de 2013, de manera sorpresiva, pues nunca hablaban con los medios de manera individual, los jueces del Tribunal Constitucional Hermógenes Acosta y Víctor Joaquín Castellanos aprovechan su participación en una actividad académica para anunciar que el Tribunal Constitucional se iba a pronunciar sobre el tema de la nacionalidad. La nota del Periódico El Caribe del día 3 de septiembre de 2013 dice: 
"El TC dará fallos contundentes sobre temas de nacionalidad. El Tribunal Constitucional (TC) emitirá, en los próximos días, un fallo contundente sobre el tema de la nacionalidad dominicana que en los últimos años ha sido objeto de debate en el país y el exterior. Así lo manifestaron ayer los magistrados Víctor Joaquín Castellanos y Hermogénes Acosta, quienes precisaron que ese organismo judicial, conoce varios expedientes relacionados a asuntos de nacionalidad y serán fallados a su debido tiempo de acuerdo a los reglamentos que demanda la Constitución dominicana. Hay varios expedientes en el Tribunal Constitucional, con relación al tema, se están trabajando, próximamente, el tribunal fijará su posición a través de su sentencia, en lo que tiene que ver con el tema de la nacionalidad… No podemos adelantar detalles, sobre ningún caso, porque aún no se ha producido ningún fallo, sobre los expedientes, debemos guardarles confidencialidad a los mismos. Lo que sí podemos asegurarles es que próximamente, el tribunal se pronunciará con contundencia, en relación al tema”, afirmó. Hermógenes Acosta agregó que los integrantes de la alta corte se han sentido preocupados con el tema que conciernen a la nacionalidad.
El mismo día de forma extraña el diputado Pelegrín Castillo dijo respaldaba en todas sus partes como ciudadano y dirigente de la Fuerza Nacional Progresista (partido minoritario) las declaraciones de Roberto Rosario. Sin que fuera un asunto de debate público y en aparente actitud preventiva dijo sin referirse a nadie en particular:" “Sabemos que hay grupos que están tratando de ver cómo se revierte esa decisión de la SCJ ratificando la constitucionalidad de la Ley de Migración, pero se trata de una decisión constitucional”.
Debido a declaraciones públicas como estas, así como a que no fue sino hasta el 23 de septiembre el Tribunal Constitucional hizo pública la sentencia 168/13 y a que la Junta Central Electoral tenía años recibiendo severas críticas y demandas por sus acciones y necesitaba legitimarlas, hay sectores en la sociedad dominicana que han planteado que esta decisión fue el resultado de una trama entre sectores conservadores leales a facciones contrarias al Presidente de turno Danilo Medina y cuyos vínculos y dependencias políticas son similares a la mayoría de los miembros del Tribunal.
Posteriormente quedó evidenciado que el redactor inicial de la decisión lo fue el juez Víctor Joaquín Castellanos Pizano, apoyado en una de sus letradas y posteriormente complementada por los jueces Lino Vásquez Samuel y Justo Pedro Castellanos en un intento por incorporar las diversas visiones sobre el tema que impulsaban tanto la Junta Central Electoral, como los sectores conservadores encabezados por un partido minoritario aliado al gobernante PLD.

## Condena internacional/local y asilamiento diplomático
Todos los foros internacionales donde es miembro la República Dominicana expresaron de una u otra manera su preocupación o abierto rechazo a la decisión del Tribunal Constitucional.

### Consejo de Derechos HumanosONU
Igualmente lo hicieron a propósito de la presentación del segundo ciclo del Examen Periódico Universal de Derechos Humanos en el Consejo de Derechos Humanos de las Naciones Unidas países como España, Noruega, Eslovenia, Suiza, Trinidad y Tobago, Ucrania, Argentina, Brasil, Canadá, Chile, Francia, Alemania, Guatemala, Irlanda, Italia, Jamaica, y México.

### ACNUR
El Alto Comisionado de las Naciones Unidas para los Refugiados (ACNUR) ha reclamado en múltiples oportunidades a la República Dominicana que “restituya automáticamente la nacionalidad de todos los individuos afectados".

### CIDH(OEA)
Al ser emitida la sentencia 168, la Comisión Interamericana de Derechos Humanos (CIDH) enfatizó que República Dominicana, al ser país miembro de la Convención Americana sobre Derechos Humanos (ratificada el 19 de abril de 1978), estaba actuando contrario ese tratado, que establece que toda persona tiene derecho a la nacionalidad del Estado en cuyo territorio nació si no tiene derecho a otra, y que a nadie se privará arbitrariamente de su nacionalidad ni del derecho a cambiarla. La Comisión indicó que la decisión del Tribunal era contraria a la sentencia de la Corte Interamericana de Derechos Humanos (Corte IDH) en el caso de Dilcia Yean y Violeta Bosico, en la que estableció que "el estatus migratorio de una persona no se trasmite a sus hijos, y la condición del nacimiento en el territorio del Estado es la única a ser demostrada para la adquisición de la nacionalidad, en lo que se refiere a personas que no tendrían derecho a otra nacionalidad, si no adquieren la del Estado en donde nacieron."
En vista de la preocupación por las violaciones a los derechos a la nacionalidad, la identidad y la igualdad, la CIDH realizó una visita a República Dominicana del 2 al 5 de diciembre. El informe de esta visita fue dado a conocer el 6 de febrero de 2016 y entre sus conclusiones figuran:
" El criterio adoptado por el Tribunal Constitucional afectó desproporcionalmente a las personas de ascendencia haitiana y conllevó a que de forma retroactiva se privase de su nacionalidad a personas que antes eran dominicanas, y quedasen en situación de apatridia.
" En las últimas décadas, la Junta Central Electoral se negaba a registrar el nacimiento de un gran número de personas nacidas en la República Dominicana. También fue una práctica extendida que se les negara la entrega de documentos de identidad. Estas personas eran luego deportadas arbitrariamente y había expulsiones colectivas. Incluso personas a quienes el Estado dominicano les había reconocido su nacionalidad dominicana, a quienes les había expedido actas de nacimiento, cédulas de identidad y pasaportes, eran expulsadas del país. Fue en este contexto que el Tribunal Constitucional emitió la sentencia 168/13, avanzando en el proceso de desnacionalización que venía siendo llevado a cabo durante décadas a través de prácticas y actos administrativos de la Junta Central Electoral de República Dominicana.
" “Esta situación se enmarca dentro de la discriminación histórica que en diversas esferas enfrentan las personas dominicanas de ascendencia haitiana… Esta discriminación histórica se manifiesta en políticas, leyes, sentencias y prácticas tendientes a privarles de su derecho a la nacionalidad dominicana sobre la base de criterios tales como el color de piel, el origen nacional de sus padres o ascendientes, los apellidos o la capacidad lingüística. Esto constituye una violación al derecho a la igualdad y a la no discriminación y conlleva a la violación de otros derechos”.
Según la CIDH, durante su visita constató las condiciones de pobreza, exclusión y discriminación bajo las cuales viven los habitantes de los bateyes, que son inmigrantes haitianos y dominicanos descendientes de personas haitianas.

### CARICOM
El 17 de octubre, la Caricom emitió un comunicado caracterizando la decisión del gobierno dominicano como “contraria a los pronunciamientos de la Comisión Interamericana de Derechos Humanos, que ha llamado repetidamente a la República Dominicana a tomar medidas que garanticen el derecho a la nacionalidad y adoptar leyes sobre inmigración y prácticas acordes con lo previsto en la Convención Americana sobre Derechos Humanos”. En el mismo sentido, la primera ministra de Trinidad y Tobago, Kamla Persad-Bissessar, llamó a los miembros del Caricom a reconsiderar la incorporación de la República Dominicana al mismo. A principios de noviembre, algunos incidentes en la frontera norte llevaron a su cierre.

### San Vicente y las Granadinas
El 11 de noviembre, San Vicente y las Granadinas pide a Venezuela la expulsión de la República Dominicana del Cariforum, un foro ampliado de la Comunidad del Caribe, por la sentencia del Tribunal Constitucional.
El primer ministro sanvicentino, Ralph Gonsalves, calificó la decisión como “inaceptable en cualquier comunidad civilizada”inaceptable en cualquier comunidad civilizada” y le expresó en una carta al presidente dominicano su "profunda decepción por la actitud equívoca del Gobierno [dominicano". Gonsalves planteó asimismo la posibilidad de llevar el caso a la cumbre de Petrocaribe que cuya celebración se ha previsto en Caracas el 16 de diciembre de 2013.
El 12 de noviembre el gobierno Dominicano anunció la salida de una comisión especial hacia Venezuela encabezada por dos ministros y otras autoridades "para explicar los alcances de la sentencia", que han calificado como “una brutal campaña de descrédito” contra su país.

### Human Rights Watch
Para Human Rights Watch las prácticas de discriminación en el registro civil antes y después de la sentencia 168 tienen efectos negativos sobre todo en los niños. Su informe publicado en 2015 hace recomendaciones y sugerencias al Estado dominicano para atender la situación de los miles de afectados. (Ver informe)

### Amnistía Internacional
Desde que fue publicada la sentencia 168 Amnistía Internacional ha sido de las organizaciones más críticas de la decisión del Tribunal Constitucional. En su informe de 2015 titulado "Sin papeles no soy nada" describen lo que para ellos es el "Camino a la apatridia" en la República Dominicana desde principios del siglo XX hasta la sentencia 168. Igualmente evalúan las políticas públicas implementadas por el gobierno dominicano al respecto.

### Mario Vargas Llosa y otros escritores
Apenas unos días después de emitida la sentencia 168, el 3 de noviembre de 2013, el premio nobel de literatura y autor de La fiesta del chivo, Mario Vargas Llosa, publicó el texto de opinión Los parias de América en el diario español El País donde hacía duras críticas a la referida decisión del Tribunal Constitucional Dominicano.
En este artículo compara la sentencia del Tribunal Constitucional dominicano con "las famosas leyes hitlerianas de los años treinta dictadas por los jueces alemanes nazis para privar de la nacionalidad alemana a los judíos que llevaban muchos años (muchos siglos) avecindados en ese país y eran parte constitutiva de su sociedad". Los embajadores de la República Dominicana en Madrid y Londres protestan por una ilustración que acompaña al artículo, en la que se ve el mapa de República Dominicana con la superficie parcialmente cubierta por la bandera nazi.
Luego de la publicación de este artículo, grupos nacionalistas en la República Dominicana organizaron demostraciones públicas en la República Dominicana, tanto en su capital, como en Santiago de los Caballeros demandando a las autoridades declarar al célebre escritor y a su hijo Gonzalo (representante entonces en República Dominicana del ACNUR) personas non grata a la vez que quemaban ejemplares de los libros más conocidos de aquel.
El 10 de noviembre, los escritores Mark Kurlansky, Julia Álvarez, Edwidge Danticat y Junot Díaz, de origen tanto dominicano como haitiano, publicaron en el diario Los Angeles Times un artículo periodístico de opinión en el que escriben que "no cabe duda de que República Dominicana no ha dejado atrás su historia de abuso y de racismo", señalan la ilegalidad constitucional de la decisión y comparan la situación con la vivida en la Alemania nazi, en las Guerras Yugoslavas y en la Sudáfrica del apartheid. El Centro de Políticas Públicas, Desarrollo y Liderazgo RD (CPDL-RD), a través de su presidente Geovanny Vicente Romero, publicó en el Diario Argentino Política Comunicada “que la relación entre la nacionalidad y el derecho de educación va más allá de cualquier juicio que podamos establecer, pues el no acceso a una educación en igualdad de condiciones implicará que estos niños sufrirán un largo camino de exclusión social en su desarrollo integral como persona, que iniciará desde la educación básica hasta llegar a la educación universitaria donde sentirán la desigualdad más extrema, al no poder acceder a las universidades como ciudadanos dominicanos y verse en la necesidad de matricularse como ciudadanos extranjeros, que por ende, implica pagar tasas de inscripción considerablemente elevadas al realizar los pagos en la moneda del dólar por su condición de extranjero”.

### Organizaciones locales
El 5 de noviembre se presentó un "Comité de Solidaridad con las Personas Desnacionalizadas", formado por 270 religiosos, artistas, comunicadores y otros profesionales dominicanos, contra la sentencia del Tribunal Constitucional.
Posteriormente surgió la agrupación "Dominican@s x Derecho" que mantiene reclamos sobre la necesidad de restituir la nacionalidad a aquellos dominicanos de ascendencia extranjera que han sido despojados de ella.

## Políticas públicas post-Sentencia 168
Luego de emitida la sentencia 168 se generó un revuelo internacional por sus posible efectos en un segmento considerable de la población en la República Dominicana. El gobierno del Presidente Danilo Medina se vio precisado a tomar medidas para mitigar estos posible efectos y evitar la degradación aún mayor de la imagen de la República Dominicana en el ámbito internacional. 
Así, el presidente Medina puso en vigencia el Plan Nacional de Regularización y sometió al Congreso para su aprobación la Ley Especial que establece un régimen especial para personas nacidas en el territorio nacional inscritas irregularmente en el Registro Civil dominicano y sobre naturalización, más conocida como Ley 169-14. Igualmente se inició con la República de Haití lo que se denominó como el Diálogo Binacional de Alto Nivel.
En septiembre del año 2016 el gobierno de los Estados Unidos de América notificó al entonces Presidente de la Junta Central Electoral, Roberto Rosario Márquez, y al gobierno de la República dominicana que había procedido a cancelar las visas correspondientes a este funcionario. Como es costumbre, el gobierno de los Estados Unidos no dio detalles respecto a las causas que motivaron esta situación, sin embargo, posteriormente trascendió a la opinión pública a través de canales informales de la diplomacia que el Departamento de Estado se amparó en la proclama del Presidente Barack Obama del 4 de agosto del año 2011 titulada "Suspensión de entrada como inmigrantes y no inmigrantes a personas que participan en graves violaciones a los derechos humanos y al derecho internacional humanitario, así como otros abusos", específicamente en su Sección 1, literal B) que se refiere a personas que planifican, ordenan, asisten, ayudan o consienten la comisión o participan directamente en, ya sea mediante el control directo, en... graves violaciones a los derechos humanos..."  Algunos grupos defensores de derechos humanos han planteado el caso ante autoridades de la fiscalía la Corte Penal Internacional a los fines de evaluar la posibilidad de abrir una investigación por violación sistemática de los derechos humanos a los dominicanos de ascendencia haitiana en la República Dominicana en el período comprendido entre el año 2007 y 2017.